# میروسلاو گوچف
میروسلاو گوچف (بلغاری: Мирослав Ангелов Гочев؛ زادهٔ ۹ آوریل ۱۹۷۳) کشتی‌گیر اهل بلغارستان است.